# Erik Börjesson
Erik Oskar Börjesson (ur. 1 grudnia 1888 w Jonsered, zm. 17 lipca 1983 w Partille) – szwedzki piłkarz, reprezentant kraju grający na pozycji napastnika.

## Kariera klubowa
Piłkarską karierę Erik Börjesson rozpoczął Jonsereds GIF w połowie pierwszej dekady XX wieku. W latach 1907–1910 był zawodnikiem IFK Göteborg. Z IFK dwukrotnie zdobył mistrzostwo Szwecji w 1908 i 1910. W latach 1911–1912 występował w Örgryte IS. W 1912 powrócił do Jonsereds GIF. W latach 1912–1920 ponownie był zawodnikiem IFK Göteborg, z którym w 1918 zdobył swój trzeci tytuł mistrza Szwecji. W IFK zakończył piłkarską karierę, lecz w 1922 powrócił na boisko w barwach Jonsereds, by rok później ponownie zostać zawodnikiem Örgryte. Karierę ostatecznie w 1925.

## Kariera reprezentacyjna
W reprezentacji Szwecji Börjesson zadebiutował 12 lipca 1908 w wygranym 11-3 towarzyskim meczu z Norwegią. Był to niezwykle udany debiut w reprezentacji, gdyż Bergström zdobył w nim cztety bramki. W 1912 uczestniczył w Igrzyskach Olimpijskich. Na turnieju w Sztokholmie wystąpił w meczu z Holandią (bramka z karnego w 62 min.) oraz z Włochami w turnieju pocieszenia. Ostatni raz w reprezentacji wystąpił 9 lipca 1922 w zremisowanym 1-1 towarzyskim spotkaniu z reprezentacją Węgier, w którym w 43 min. zdobył bramkę dla Szwecji. W sumie wystąpił w 17 spotkaniach, w których zdobył 14 bramek.
| Mecze i gole w reprezentacji | Mecze i gole w reprezentacji | Mecze i gole w reprezentacji | Mecze i gole w reprezentacji | Mecze i gole w reprezentacji | Mecze i gole w reprezentacji | Mecze i gole w reprezentacji |
| #                            | Data                         | Miasto                       | Przeciwnik                   | Gol                          | Wynik                        |                              |
| ---------------------------- | ---------------------------- | ---------------------------- | ---------------------------- | ---------------------------- | ---------------------------- | ---------------------------- |
| 1.                           | 12.07.1908                   | Göteborg                     | Norwegia                     | Gol · Gol · Gol · Gol        | 11:3                         | towarzyski                   |
| 2.                           | 06.11.1909                   | Kingston upon Hull           | Anglia am.                   |                              | 0:7                          | towarzyski                   |
| 3.                           | 17.08.1911                   | Solna                        | Norwegia                     | Gol                          | 4:1                          | towarzyski                   |
| 4.                           | 29.10.1911                   | Hamburg                      | Cesarstwo Niemieckie         | Gol · Gol                    | 3:1                          | towarzyski                   |
| 5.                           | 20.06.1912                   | Göteborg                     | Węgry                        | Gol                          | 2:2                          | towarzyski                   |
| 6.                           | 29.06.1912                   | Sztokholm                    | Holandia                     | Gol                          | 3:4                          | Igrzyska Olimpijskie         |
| 7.                           | 01.07.1912                   | Solna                        | Włochy                       |                              | 0:1                          | Igrzyska Olimpijskie         |
| 8.                           | 25.05.1913                   | Kopenhaga                    | Dania                        |                              | 0:8                          | towarzyski                   |
| 9.                           | 26.10.1913                   | Kristiania                   | Norwegia                     |                              | 1:1                          | towarzyski                   |
| 10.                          | 10.06.1914                   | Solna                        | Anglia am.                   | Gol                          | 1:5                          | towarzyski                   |
| 11.                          | 21.06.1914                   | Solna                        | Węgry                        | Gol                          | 1:1                          | towarzyski                   |
| 12.                          | 06.06.1915                   | Kopenhaga                    | Dania                        |                              | 0:2                          | towarzyski                   |
| 13.                          | 03.06.1917                   | Kopenhaga                    | Dania                        | Gol                          | 1:1                          | towarzyski                   |
| 14.                          | 02.06.1918                   | Kopenhaga                    | Dania                        |                              | 0:3                          | towarzyski                   |
| 15.                          | 15.09.1918                   | Kristiania                   | Norwegia                     | Gol                          | 1:2                          | towarzyski                   |
| 16.                          | 05.06.1919                   | Kopenhaga                    | Dania                        |                              | 0:3                          | towarzyski                   |
| 17.                          | 09.07.1922                   | Sztokholm                    | Węgry                        | Gol                          | 1:1                          | towarzyski                   |